# ¡Levantaos! ¡Vamos!
¡Levantaos! ¡Vamos! es un libro publicado en 2004 por el papa Juan Pablo II, el tercero por orden cronológico, donde el autor realiza un recorrido de su vida como obispo y arzobispo de Cracovia entre 1958 y 1978.
La obra es parte de su biografía, dividida en seis, que incluye reflexiones personales y experiencias en su tarea como obispo, sin dejar de entrar en cuestiones que afectan al papado. Destaca su admiración por la vocación mariana, que se aprecia en la influencia que las visitas a la Virgen de Czestochowa ejercieron sobre su función y vocación, así como alienta el espíritu nacionalista polaco como forma de resistencia frente a la opresión.
Hace igualmente un relato abundante de la tarea del obispado, señalando como puntos fundamentales la labor de pastor de la diócesis y su deseo de visitar con frecuencia cuantas parroquias pudiera. Se manifiesta preocupado por la formación intelectual y se considera así mismo como un metafísico de la fenomenología. La obra, como parte de una biografía, recoge también sus experiencias personales y opiniones respecto a otras cuestiones no relacionadas directamente con la función eclesiástica, como la literatura o la política.